# فردریک دیفنتال
فردریک دیفنتال (به فرانسوی: Frédéric Diefenthal) (زاده ۲۶ ژوئیه ۱۹۶۸) بازیگر فرانسوی است.
از فیلم‌های معروف او می‌توان به بازی در فیلم تاکسی اشاره کرد.

## قسمتی از فیلمشناسی
- تاکسی -۱۹۹۸
- ارواح وحشی-۲۰۰۱
- بلفگور-۲۰۰۱
- تاکسی ۲ -۲۰۰۲
- تاکسی ۳ -۲۰۰۳
- تاکسی ۴ -۲۰۰۷